# كلوز مادسن
كلوز مادسن (بالدنماركية: Claus Madsen)‏ هو لاعب كرة قدم ومدرب كرة قدم دنماركي في مركز الوسط، ولد في 11 مارس 1975 في أودنسه في الدنمارك. لعب مع بولد كلوب 1913 ونادي أودنسه ونادي ميتييلاند.